# Elmton
Elmton est un village du Derbyshire, en Angleterre.
Son église anglicane, reconstruite en 1773, est dédiée à St Peter.